# Всесвітня професійна асоціація здоров'я трансгендерів
Всесвітня професійна асоціація здоров'я трансгендерів  (англ. World Professional Association for Transgender Health, або WPATH), раніше мала назву Міжнародна асоціація по гендерній дисфорії імені Гаррі Бенджаміна (англ. Harry Benjamin International Gender Dysphoria Association, або HBIGDA) — найстаріша в світі (заснована 1979 року) багатопрофільна професійна організація, чиїм завданням є дослідження, розробка методів допомоги при розладах гендерної ідентичності, зокрема  транссексуальності і  трансгендерності, захист інтересів та сприяння доказовій медичній допомозі транссексуалам, трансгендерам та  гендернонеконформним індивідуумам.
Організація отримала свою первинну назву на честь Гаррі Бенджаміна, одного з перших лікарів, які займались вивченням і лікуванням транссексуальності та піонера  гормонотерапії і  хірургічної корекції статі.
Асоціація більш за все відома за публікацією Стандартів медичної допомоги транссексуалам, трансгендерам та гендернонеконформним індивідуамам. Ці стандарти служили основою для розробки норм медичного та юридичного регулювання питань  корекції статі, дозволів на операції, зміни документів тощо. Асоціація також надає різну інформацію як для фахівців, так і для споживачів їх послуг, проводить наукові симпозіуми та дослідження з питань статевої та гендерної ідентичності, а також розробляє етичні рекомендації для спеціалістів, які займаються медичною допомогою транссексуалам, трансгендерам та гендернонеконформними індивідуумами.

## Очільники
- Paul A. Walker, 1979–1981
- Donald R. Laub, 1981–1983
- Milton T. Edgerton, 1983–1985
- Ira B. Pauly, 1985–1987
- Aaron T. Bilowitz, 1987–1989
- Jan Walinder, 1989–1991
- Leah Schaefer, 1991–1995
- Friedmann Pfaefflin, 1995–1997
- Richard Green, 1997–1999
- Alice Webb, 1999
- Eli Coleman, 1999–2003
- Walter Meyer III, 2003–2005
- Stan Monstrey, 2005–2007
- Stephen Whittle, 2007–2009
- Walter O.Bockting, 2009–2011
- Lin Fraser, 2011–2013
- Jamison Green, 2013–2015
- Gail Knudson, 2016–2018